# カール北川
カール北川（カール きたがわ、本名：北川薫、1965年4月25日 - ）は日本のものまねタレント。東京都新宿区出身。クリソッツのリーダー。オフィス南所属。1990年にフジテレビ『発表!日本ものまね大賞』でデビュー。かつてコージー冨田とコンビ「トミー&カール」を組んでいた。タレントになる前は調理師（中華）。
六本木の「ものまねエンターテイメントハウスSTAR」を中心に活動している。フジテレビ『ものまね王座決定戦』『爆笑そっくりものまね紅白歌合戦スペシャル』のレギュラー。
好きな歌手は桑名正博で、通常クォリティ高いモノマネがウリのカール北川にあって、唯一似てないのに自分が好きだからやってるのが桑名正博のモノマネである。
アニメのものまねでは、主人公などの登場人物のうち一人をものまねするのではなく、主要登場人物を順次ものまねする。所属事務所は株式会社オフィス南。

## ものまねレパートリー
人物
- 秋川雅史
- 秋元順子
- ATSUSHI
- 石破茂
- 五木ひろし
- 稲葉浩志
- 井上陽水
- 上田正樹
- 内野聖陽
- 大江裕
- 大友康平
- 尾崎豊
- 北島三郎
- 吉川晃司
- 草野マサムネ
- 桑田佳祐
- 桑名正博
- 郷ひろみ
- ゴスペラーズ
- 小林旭
- コブクロ
- 近藤真彦
- THE ALFEE
- 西城秀樹
- 坂本九
- 坂本龍一
- ささきいさお
- さとう宗幸
- 佐野元春
- 沢田研二
- サンプラザ中野くん
- ジェームス小野田
- 志村けん
- 子門真人
- 鈴木雅之
- 千昌夫
- 太川陽介
- 滝口順平
- 武田鉄矢
- 田島貴男
- 谷村新司
- 田原俊彦
- 玉置浩二
- 津田英佑
- 堂本剛
- Toshl
- 中村倫也
- 中村雅俊
- 野口五郎
- 葉加瀬太郎
- 氷室京介
- 藤原喜久男
- フランク永井
- 細川たかし
- 堀内孝雄
- BORO
- 前川清
- 松山千春
- 美川憲一
- 水木一郎
- 美空ひばり
- ミッキー吉野
- 三波春夫
- 美輪明宏
- 米良美一
- 森進一
- 森本レオ
- 森山直太朗
- 森山良子
- やしきたかじん
- 山本正之
- 吉幾三
- りんごちゃん
- 和田アキ子
- エアロスミス
- エルヴィス・プレスリー
- クイーン
- スティーヴィー・ワンダー
- ビリー・ジョエル
- プリンス
- ポール・マッカートニー
- ボブ・ディラン
- ボン・ジョヴィ
- マイケル・ジャクソン
- ローリング・ストーンズ
- スーザン・ボイル
- セリーヌ・ディオン
- ホイットニー・ヒューストン

など、そのレパートリーは200を超える。
アニメキャラクター
- あしたのジョー
- 宇宙戦艦ヤマト
- 機動戦士ガンダム
- ゲゲゲの鬼太郎
- ちびまる子ちゃん
- ドラゴンボール
- ハクション大魔王
- ひらけ!ポンキッキ
- ミニオンズ
- ムーミン
- ヤッターマン
- ルパン三世
- 笑ゥせぇるすまん